# 李阳 (重庆市刑警总队前总队长)
李阳，原大连海事大学科技处处长，重庆市刑警总队总队长、科通处处长。

## 生平
王立军事件后，因被认定在海伍德死亡案中犯有徇私枉法罪，被处有期徒刑7年，该案件涉案人员均表示不会上诉。 

## 社会关系
在重庆任职期间的上司
- 薄熙来（十七届中央政治局委员兼重庆市委书记）
- 黄奇帆（重庆市委副书记，市长）
- 刘光磊（重庆委常委兼政法委书记，在王立军之前任重庆市公安局局长）
- 王立军（重庆市副市长兼公安局局长）
- 郭维国（重庆市公安局原副局长）

在重庆任职期间的同事
- 王鹏飞（渝北区公安分局原局长）
- 王智（重庆市公安局沙坪坝区公安分局原常务副局长）